# NGC 5659
NGC 5659 (другие обозначения — UGC 9342, MCG 4-34-44, ZWG 133.82, PGC 51875) — спиральная галактика (Sb) в созвездии Волопас.
Этот объект входит в число перечисленных в оригинальной редакции «Нового общего каталога».